# Anna Dogonadze
Anna Dogonadze (georgiska: ანა დოღონაძე), född den 15 februari 1973 i Mtscheta, Georgien, är en tysk gymnast.
Hon tog OS-guld i trampolin i samband med de olympiska gymnastiktävlingarna 2004 i Aten.